# Мића Поповић
Миодраг Мића Поповић (Лозница, 12. јун 1923 — Београд, 22. децембар 1996) био је српски и југословенски сликар, ликовни критичар, писац, филмски режисер и академик.

## Биографија
У Београд са породицом долази 1927. године где је завршио основну школу, а од 1933. до 1941. похађа Трећу мушку гимназију. Године 1942. одведен је у Националну службу. После болести и операције отеран 1943. у логор Франкен код Жагубице, потом, по казни, у штрафлагер у Борском руднику. Због болести исте године отпуштен и враћен кући. После ослобођења Београда мобилисан и упућен у пропагандно одељење Штаба II армије. На лични захтев 1945. упућен на фронт где је рањен; тада је примљен у СКОЈ. Са својим батаљоном стигао до Лајбница у Аустрији; тада је примљен у КПЈ али убрзо и искључен. Због једног писма ухапшен и спроведен у војни истражни затвор у коме је провео четири месеца; Војни суд га осуђује али је одмах амнестиран и демобилисан.
На Академију ликовних уметности у Београду уписао се 1946. у класу професора Ивана Табаковића. Тада је живео у Симиној 9а које постаје стециште многих, касније веома познатих и утицајних политичара, интелектуалаца и уметника. Заједно са Батом Михаиловићем, Петром Омчикусом, Милетом Андрејевићем, Љубинком Јовановић, Косаром Бошкан и Вером Божичковић, напушта Академију и одлази у Задар, где је 1947. формирана чувена „Задарска група“, прва уметничка комуна у послератној Југославији. По повратку у Београд, због самовоље и недисциплине сви су били избачени из Академије. Касније им је дозвољено да наставе студије сликарства, сем Мићи Поповићу, са образложењем да је „свршен сликар па му Академије више није потребна“. Поповић је наставио да учи сам, уз помоћ професора Ивана Табаковића.
Почео је да слика 1938. године дружећи се са сликарем Светоликом Лукићем. До рата је био редовни посетилац Музеја кнеза Павла и Уметничког павиљона на Калемегдану. Од 1940. године излагао је на бројним колективним изложбама у земљи и иностранству. Прву самосталну изложбу одржао у Београду 1950. године.
Почео да објављује критике и есеје 1950. године.
Оженио се Вером Божичковић 1949. године са којом одлази у Париз 1951. на шест месеци, а потом 1952. у коме у неколико наврата остаје до 1959. Боравио у Њујорку 1980—1981. и био гостујући професор на Њујоршком државном универзитету у Олбанију 1982.
За дописног члана САНУ изабран је 1978, а за редовног 1985.

## Сликарство
Мића Поповић је прошао кроз неколико сликарских фаза од којих су најпознатије „енформел“ (фр. informel, без форме) у периоду 1959—1969. и „сликарство призора“ од 1969. до 1979.
Но, пре тога је имао занимљиву предисторију која је такође значајна за српско сликарство друге половине двадесетог века. Она се може поделити у неколико периода. Пре доласка на Академију ликовних уметности 1946. године Поповић се већ увелико заинтересовао за сликарство. Његова рано испољена природна потреба за ликовним обликовањем озбиљније је изражена у гимназији код Ристе Стијовића који му је био професор цртања. Истовремено је почео да посећује текуће изложбе приређиване у Уметничком павиљону на Калемегдану и у Музеју кнеза Павла. Ту је имао прилике не само да види и да се непосредно упозна са најзначајнијим остварењима српских и југословенских уметника, већ и са иностраном уметношћу. Значајно је било и његово познанство са сликарем Светоликом Лукићем који му је први указао на сликарство као уметнички медиј. Те две околности су смањиле Поповићево интересовање за гимназијским школовањем и потпуно га окренули ликовном стваралаштву.
Озбиљан преокрет у Поповићевој уметности настаје на самом почетку студирања на Академији. Сукоб две идеологије професора те школе, оних који су ватрено заступали нову идеологију социјалистичког реализма и других, старијих који су у тишини остали привржени предратној естетици поетског реализма, и интимизма никако није одговарао младом сликару који је видео да ту нешто није у реду, али тада није разумео шта. Но, убрзо је схватио да му школски програм рада никако не одговара, те је наговорио другове из своје класе да самоиницијативно, пре краја школске године оду у Далмацију и да се, после кратког тражења, на неколико месеци задрже у Задру. Тада и настаје мит о „Задарској групи“, првој која је настала у новој Југославији. Медитеранско светло, пејзаж и слобода међусобног портретисања су у том тренутку потпуно задовољили потребе те скупине сликара. Напуњени новом креативном енергијом враћају се у Београд и бивају избачени са Академије. После ургирања њихових протежеа на високим политичким и државним положајима сви су, сем Миће Поповића, били враћени на школовање. Данас је тешко претпоставити да ли је таква одлука помогла или одмогла Поповићу да постане толико специфичан уметник у српском сликарству који ће толико обележити његов развој скоро до самог краја века.
Ова недоумица је подстакнута његовим мукотрпним трагањем за ликовним изразом, „тражењима и лутањима“ кроз који је Мића Поповић прошао током готово целе шесте деценије. У њима је било свачега, од етнографских мотива до средњовековног живописа, од старог поетског интимизма до исто тако анахроне „Париске школе“ са којом се непосредно суочавао током неколико боравака у тој бившој светској престоници сликарске уметности. Ако се у Паризу суочавао са новом уметношћу која је постављала темеље енформела, он још није био креативно спреман да то примети, а још мање да унесе у сопствено дело. Било је потребно да се најпре упозна са филозофијом зен будизма, а да потом практично види како настају „енформел“ слике на самом истеку педесетих година да би се силовито упустио у оно што је дефинитивно обележило српску уметност шездесетих и довело је у стварне релације са интернационалним токовима. Мића Поповић је у историографији постављен на сам врх тог новог таласа у нашем сликарству, не само по делима које је стварао већ и по неколиким критичким опсервацијама које су тој уметности дали неопходну теоријску основу.
Али, Поповић поново преживљава својеврсно засићење енформелном сликарском праксом и, уз промењене политичке и социјалне околности на почетку осме деценије, отпочиње своју последњу авантуру — „сликарство призора“. Превратнички повратак у фигуративност неминовно га је одвео у ангажовано сликарство које је као „последња одбрана једног народа“ морало да покаже уметников јасан политички став изражен и симболички — серијом слика са мајмунима, и текстуално — „Манипулација“, „Не хвала!“, „Оштра осуда црног таласа“, и серијом „Гвозден“ (гастарбајтери). У „Хексагоналном простору“ са пријатељима: Живорадом Стојковићем, Бориславом Михајловићем Михизом, Добрицом Ћосићем, Лазаром Трифуновићем и Антонијем Исаковићем он 1970. обзнањује почетак јавног дисидентског деловања коме је остао привржен до деведесетих, када у условима вишестраначја прелази у опозицију. Нимало није случајно да је последњи јавни наступ, већ видно уморан и болестан имао непосредно пред смрт испред побуњених студената београдског универзитета 1996. године.
Централно место укупног сликарског опуса Миће Поповића, гледано ретроспективно, у свим фазама, било је судбинско осећање трагичности постојања — колико индивидуалног, толико и колективног.
Поповић је насликао портрет Вука Стефановића Караџића димензија 120 х 130. Ова слика, названа Од Дрине до Беча је украдена крајем 20. века.
У Галерији САНУ је 2023. организована велика изложба „Мића Поповић – сликарство перманентне побуне”.

## Награде и признања
- 1951. Награда за сликарство на II октобарском салону, Београд[5][6]
- 1962. Награда Матице српске за сликарство на изложби „Десет година уметничких колонија у Војводини”, Нови Сад[5][6]
- 1963. Награда за сликарство на изложби „Салон 63”, Ријека,[5][6]
- 1965. Анале у Ровињу,[5]
- 1968. Награда за сликарство на изложби „Седма деценија југословенског сликарства”, Сомбор[6]
- 1969. Награда „Златна палета” УЛУС-а на XLVIII изложби УЛУС-а, Београд[6]
- 1975.  награда на „International art exhibition committed figurative art”, Словењ Градец
- 1976. Откупна награда на ,
- 1977. Награда на Интернационалној изложби оригиналног цртежа, Ријека[6]
- 1978. Награда „Златна батана”, на изложби „Анале”, Ровињ[6]
- 1983. Награда публике на изложби „Критичари су изабрали”, Београд[6]
- 1989 Додељена Награда Политике из Фонда „Владислав Рибникар”, (добијена 1971), Београд[6]
- 1989. Почасни грађанин Лознице, Лозница,[5]
- 1995. Равногорска награда за сликарство, (постхумно), Београд,[5]
- 1995. Краљевски орден двоглавог белог орла 1. степена (постхумно), Београд.[5]

Откривена му је биста у Лозници 12. јуна 2023. године.

## Награда за уметности „Мића Поповић“
Награду за уметност „Мића Поповић“ додељује Фонд за афирмацију стваралаштва из Београд у оним областима у којима је Мића Поповић деловао — сликарству, књижевности, позоришту и филму.
Биографски и стваралачки подаци о Мићи Поповићу били су подстрек да се оснује награда која ће носити његово име а која ће указати на појединце који следе његову критичку активност и као уметника и као ангажованог интелектуалца. Покретачима – Живораду Стојковићу, Борки Божовић и Јовану Деспотовићу, убрзо су се прикључили Вида Огњеновић, Душан Ковачевић, Емир Кустурица, Радослав Петковић, Мило Глигоријевић, Бата Кнежевић, Божо Копривица, Ђорђе Милојевић, Бранко Кецман, Бора Кавгић, Љиљана Ћинкул, Александар Костић, Лана Ђукић као чланови Иницијативног одбора, а потом и сви добитници ове награде. За првог председника Иницијативног одбора изабран је Емир Кустурица на оснивачкој седници 17. децембра 1997. године. Председник Фонда је Љубомир Симовић.
Награда се уручује сваке друге године 12. јуна, на дан рођења Миће Поповића, у Галерији „Хаос“ у Београду.
Награда се додељује под покровитељством Скупштине општине Стари Град — Београд.
Досадашњи добитници
- 1998. Предраг Кораксић Коракс и Данило Бата Стојковић (за животно дело)
- 2000. Душан Оташевић
- 2002. Душан Макавејев
- 2004. Јагош Марковић
- 2006. Љубомир Симовић
- 2008. Мира Ступица
- 2010. Желимир Жилник

## Самосталне изложбе
- 1950. Слике, акварели, цртежи, Уметнички павиљон на Калемегдану, Београд
- 1952. Село Непричава, Музеј Вука и Доситеја, Београд, Galerie Barbizon, Париз
- 1953. —{Galerie Barbizon}-, Париз
- 1955. Од магле, од костију, Уметнички павиљон на Калемегдану, Београд
- 1956. Музеј за умјетност и обрт, Загреб, Galerie Place, Хаг
- 1957. Атеље 212, Београд, Трибина младих, Нови Сад, Клуб књижевника, Загреб
- 1958. —{Galerie Barbizon}-, Париз
- 1960. Салон Музеја примењених уметности, Београд
- 1963. Салон Модерне галерије, Београд
- 1971. Сликарство призора, Салон Музеја савремене уметности, Београд
- 1972. Дечје позориште, Зрењанин, Изложбени павиљон у тврђави, Ниш
- 1973. Галерија Графички колектив, Београд
- 1974. Галерија Културног центра, Београд (изложба је била отказана)[8][9][10]
- 1975. —{Galerie Milan}-, Берлин
- 1976. Галерија „Себастијан“, Дубровник, Galerie Lauterer, Минхен, Народно позориште, Сцена у Земуну, Земун
- 1977. Ликовни салон графичког колектива „Меркур“, Апатин, Galerie Milan, Берлин, Мали ликовни салон, Нови Сад
- 1978. Галерија Ликовне јесени, Сомбор, Музеј на современата уметност, Скопље
- 1979. Галерија града Загреба, Загреб, Мала галерија, Зрењанин, Завичајни музеј, Ровињ, Уметнички павиљон „Цвијета Зузорић“, Београд
- 1982. Салон књижаре „Народна књига“, Београд
- 1983. Галерија САНУ, ретроспективна изложба, Београд, Галерија АЗ, Београд